# 1781年哲學
1781年哲學事件  

## 著作
- 伊曼努尔·康德 《纯粹理性批判》

## 出生
- 1月30日 阿德尔贝特·冯·沙米索，死於1838年。
- 3月3日 – 奧古斯特·威廉·諾伯（德语：August Wilhelm Neuber），德國醫生，詩人和哲學家，死於1849年[1]。
- 5月6日 - 卡尔·克里斯蒂安·弗里德里希·克劳泽，德國哲學家、泛神論者，創立理論：超泛神論，死於1832年。
- 10月5日 - 伯納德·波爾查諾，波希米亞的數學家、神學家、哲學家、邏輯學家、天主教祭司（页面存档备份，存于）（英語）和反軍國主義者，死於1848年[2]。
- 11月29日 – 安德烈斯·貝洛，委內瑞拉外交官、詩人、立法者和哲學家，死於1865年。

## 死亡
- 2月15日挪威文是需查證2月16日 - 戈特霍尔德·埃夫莱姆·莱辛，生於1729年。
- 3月18日 - 勞恩男爵安·羅伯特·雅克·杜爾哥，法國經濟學家和哲學家，生於1727年。
- 5月26日 – 安德烈亞斯·韋伯（德语：Andreas_Weber_(Philosoph)），德國哲學家和路德神學家，生於1718年。[3]
- 11月 – 埃馬努埃萊·杜尼（義大利語：Emanuele Duni），意大利法學家和哲學家，生於1714年。